# اللبنانيون في قطر

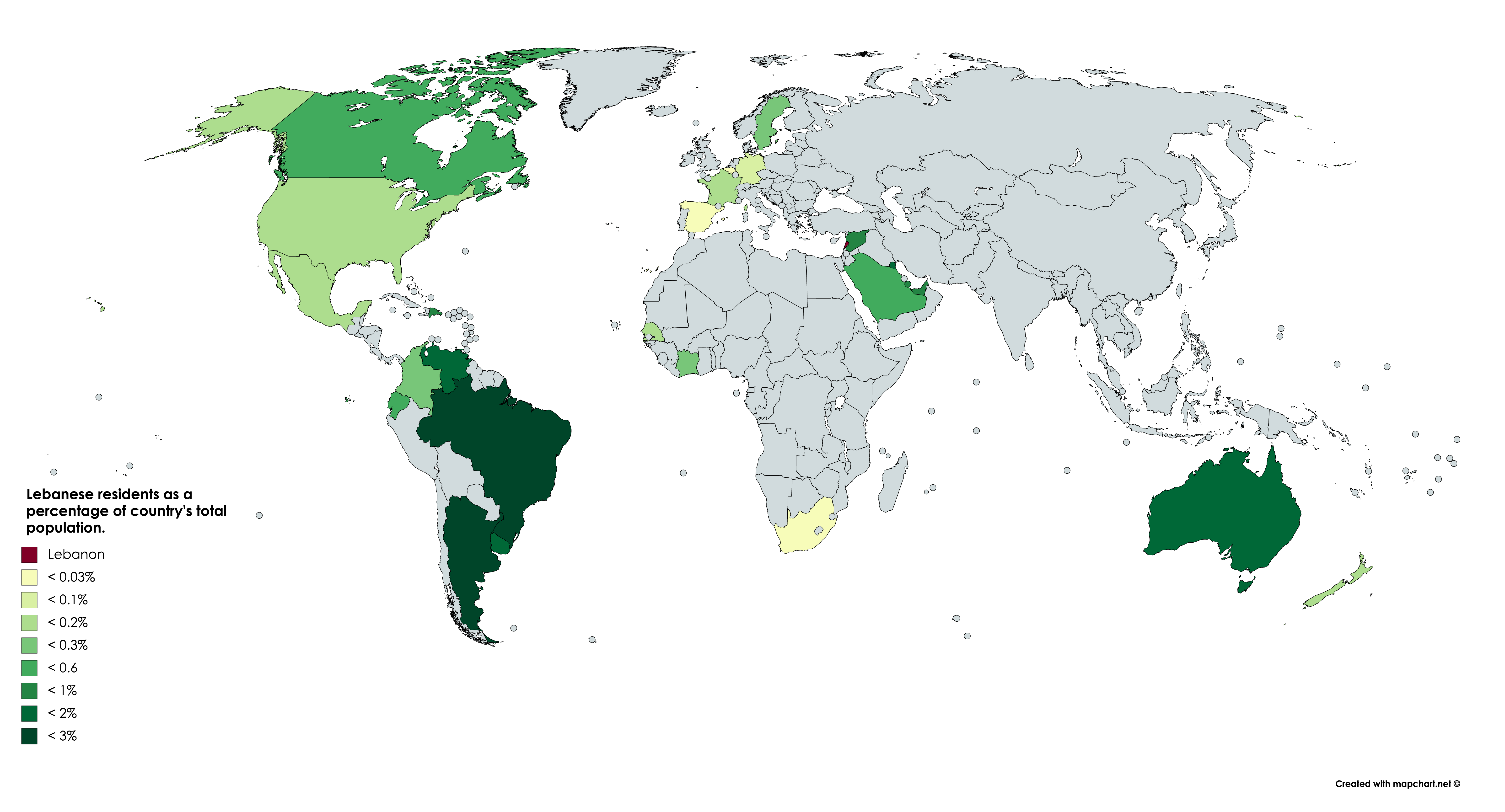
ترتيب السكان اللبنانيين في المهجر حسب النسبة المئوية من إجمالي سكان البلاد.

يبلغ عدد اللبنانيين في قطر أكثر من 25000 ألف لبناني، وتشير تقديرات أخرى مع صعوبة الحصول على احصاءات دقيقة خصوصاً أن عدد لبنانيي المهجر يزيد بكثير عن عدد البنانيبن المستقرين في الوطن الأم، حيث تشير بعض الاحصاءات إلى وجود ما ما مجموعه 191000 لبناني في قطر. 
يشكل اللبنانيون واحد من أكبر المقيمين والمهاجرين في قائمة الجاليات العربية في قطر. بالإضافة إلى ذلك بات في السنوات الأخيرة تعرف قطر عدداً متزايداً من الطلاب اللبنانيين الذين يبحثون عن فرص تعليمية ومهنية أفضل من حيث هجرة العمل الوظيفي بعد الحصول على شهادة في التعليم بمستوى جيد، وهو ما يفتح عليهم أبواب التوظيف في قطر، خصوصا في ضوء تطور مؤسساتي تعرفه قطر ذو سمعة طيبة نسبياً في جميع أنحاء الشرق الأوسط والعالم.
يعيش معظم اللبنانيين في قطر بشكل رئيسي في العاصمة الدوحة كما يشتغلون في المنتجعات السياحية على شواطيء البحر.

## المهن والوظائف
يشتغل اللبنانيون في مختلف المهن والوظائف من المجال الإعلامي حيث تعتبر التجربة الاعلامية القطرية مؤثرة ذات بعد قومي شرق أوسطي شمال إفريقي جنوب-جنوب، إلى المجالات الخدماتية من سياحة وفندقة وترفيه ومطاعم مختلفة ذات جودة ماركات عالمية، كما يوجدون في قطاع الكومبيوتر والبرمجيات وتكنولوجيا هندسة قطاع النفط والغاز، كما نجدهم في قطاع التعليم والبناء والهندسة المعمارية والنقل وغيرها، وتوجد عدة شركات يسيرها ويملكها لبنانيين في قطر في مختلف القطاعات.
يتحدث اللبنانيون في قطر اللغة العربية بلهجتها اللبنانية والقطرية والشامية علاوة على الإنجليزية.

## من أعلام اللبنانين في قطر
رغم صغر مساحة قطر فقد استطاعت أن تكون دولة مؤثرة في الخليج والشرق الأوسط وشمال إفريقيا علاوة على ظفرها بتنظيم نهائيات كأس العالم 2022 وفوز منتخبها بكأس آسيا الذي نظم في الإمارات.
وقد جنست العديد من الشخصيات في مختلف المجالات سواء الاعلامية أو التقنية أو الادارية ومنهم بعض اللبنانيين.
ومن أعلام اللبنانيين في قطر نذكر على ويكيبيديا على سبيل المثال وليس الحصر:
- أحمد عمر
- ندى زيدان